# 脳内VACATION
『脳内VACATION』（のうないバケーション）はKICK THE CAN CREWの15枚目のシングル。2003年12月10日発売。
2003年8月6日の「性コンティニュー」から始まった5ヵ月連続7リリースの最後のシングル。

## 概要
タイトル曲とインストのみの計2曲収録で、税込525円のいわゆるワンコインシングルである。

## 収録曲
1. 脳内VACATION
仮タイトルは「ヴァケーション」。KREVA曰くスタッフから『バケーションをテーマに、疲れていない感じで書いてください』『休みくれ！とかは言わないで書いてくれ』という指令が出た曲だと語っている。PVは台湾親善大使に任命されての台湾ライヴや台湾での観光などの映像で作られている。アルバム「GOOD MUSIC」ではalbum editで収録されている。
2. 脳内VACATION (instrumental)

## 収録アルバム
- GOOD MUSIC (#1、アルバム・バージョン)